# Felicjan Sypniewski
Felicjan Odrowąż Sypniewski, znany też jako Felicyan Sypniewski (1822–1877) – polski naturalista, botanik, entomolog, malakolog, algolog i filozof.
Jego przełomowe studia nad okrzemkami i publikacje naukowe stały się podwalinami malakologii oraz wpłynęły na kolejne pokolenia polskich przyrodoznawców.

## Życie prywatne
Urodzony na jednej z największych posiadłości rodziny Sypniewskich w Wielkopolsce, był pierworodnym synem Stanisława Sypniewskiego (herbu Odrowąż) i Anny z domu Powelskiej (herbu Nałęcz).
Od czasu rozbiorów Polski ten majątek rodzinny znajdował się pod zaborem niemieckim, a po wcieleniu marionetkowego Wielkiego Księstwa Poznańskiego do II Rzeszy wszyscy stali się oficjalnie obywatelami niemieckimi, dlatego też Felicjan Sypniewski jest czasami mylnie uważany za niemieckiego przyrodoznawcę i botanika.
W 1848 roku poślubił znaną mu od dzieciństwa Waleryę z domu Dobrogojska herbu Grabie, która jednak zmarła w 1850 po urodzeniu syna Józefa. Po śmierci Waleryi przez wiele lat żył samotnie, poświęcając się pracy naukowej i badaniom, aż niespodziewanie dla wszystkich ożenił się ponownie – z młodziutką Walentyną z domu Radońska herbu Jasieńczyk, śliczną córką zubożałego szlachcica Józefa Radońskiego i Ludwiki z domu Kierska herbu Jastrzębiec, z którą miał później kilkoro dzieci i szczęśliwie dożył końca swych dni.
Pomimo że Felicjan Sypniewski stronił od polityki, był gorącym patriotą polskim i orędownikiem odrodzenia Rzeczypospolitej. Podczas powstania styczniowego w 1863 roku wyprzedał znaczną część majątku rodzinnego i dwukrotnie przekazał ogromne sumy na wspomożenie powstania.

## Edukacja
Podobnie jak większość dzieci zamożnej szlachty w tamtych czasach, Felicjan początkowo był uczony w domu przez prywatnych nauczycieli i guwernantki sprowadzane ze Szwajcarii, Francji i Anglii, a następnie uczęszczał do jednej z wówczas najlepszych szkół licealnych w Polsce – tzw. „Magdalenki” w Poznaniu.
Po ukończeniu liceum w 1840 roku przez kilka lat zajmował się agronomią w wydzielonym dla jego potrzeb majątku w Truskałowie, po czym ponownie podjął studia pod surowym okiem Carla Sprengela w Regenwalde Akademie der Landwirtschaft (Akademii Rolniczej w Resku), a następnie na Uniwersytecie w Berlinie.

## Badania
Po zakończeniu edukacji osiadł i pracował w Skoraszewicach, Piotrowie, Pempowie i Sypniewie (wszystkie posiadłości leżały wówczas w granicach majątku rodzinnego), gdzie ogólnie studiował przyrodoznawstwo i skąd wielokrotnie wysyłał do publikacji swoje analizy naukowe i wyniki badań z dziedzin entomologii, malakologii, algologii, i innych – jak np. kilka traktatów filozoficznych.
Jego praca o okrzemkach zrobiła tak duże wrażenie w świecie naukowym, że dziekan Wydziału Filozoficznego Uniwersytetu Jagiellońskiego zaproponował badaczowi objęcie katedry zoologii. Skromny botanik odmówił jednak objęcia stanowiska ze względu na brak stopni naukowych.
Był także jednym z ojców-założycieli Wydziału Przyrodoznawstwa Poznańskiego Towarzystwa Przyjaciół Nauk oraz jego jednogłośnie wybranym pierwszym dyrektorem.
W późniejszych latach skupił się na studiowaniu alg, a następnie wodorostów.
Został pochowany na Cmentarzu przy ul. Głuszyna w Poznaniu.

## Dziedzictwo
Podczas swoich badań nazbierał i zakonserwował (używając własnej, cenionej do dzisiaj metody konserwacji) ponad 10000 eksponatów samych tylko motyli i pająków, z których wiele jest jedynymi zachowanymi do dzisiaj przedstawicielami wymarłych już gatunków.
Ta gigantyczna kolekcja była wielokrotnie rozkradana, najpierw podczas I wojny światowej przez Niemców w 1918 roku, następnie aż trzykrotnie w ciągu kilku lat: ponownie przez Niemców w 1940 i 1944 podczas II wojny światowej, oraz przez Rosjan w 1945 roku, gdy pozostałe resztki kolekcji zostały wywiezione już po zakończeniu wojny przez Armię Czerwoną.
Okazy z tej kolekcji do dzisiaj znajdują się w wielu europejskich muzeach i uniwersytetach, głównie w Rosji i Niemczech, a także w rękach prywatnych kolekcjonerów.
W uznaniu dla jego osiągnięć i wkładu do rozwoju nauki, Ministerstwo Edukacji Narodowej nadało jednemu z gimnazjów poznańskich imię Felicjana Sypniewskiego.